# Pteronia divaricata
Pteronia divaricata là một loài thực vật có hoa trong họ Cúc. Loài này được (P.J.Bergius) Less. miêu tả khoa học đầu tiên.